# Maite Cazorla
María Teresa Cazorla Medina (Las Palmas de Gran Canaria, Islas Canarias, 18 de junio de 1997), conocida como Maite Cazorla, es una jugadora de baloncesto española. Con 1.78 metros de estatura, juega en la posición de base. De familia muy relacionada con el baloncesto, sus hermanos Carlos Cazorla y Juan Pedro Cazorla  se formaron en las categorías inferiores de Saski Baskonia y jugaron profesionalmente en ACB y LEB.

## Palmarés

### Selección española

#### Absoluta
- Europeo 2023 ( Eslovenia– Israel)

#### Categorías inferiores
- Europeo U16 2012 ( Hungría)
- Europeo U16 2013 ( Bulgaria)
- Europeo U20 2016 ( Portugal)
- Europeo U20 2017 ( Portugal)
- Europo U18 2015 ( Eslovenia)
- Mundial U17 2014 ( República Checa)
- Europo U18 2014  ( Portugal)

### Clubes

#### Perfumerías Avenida
- Liga Femenina (1): 2020-21.
- Copa de la Reina (1): 2020.

#### USK Praha
- Liga Checa (2): 2022-23, 2023-24.
- Euroliga Femenina (1): 2024-25.